# Rhynchagrotis adulta
Rhynchagrotis adulta là một loài bướm đêm trong họ Noctuidae.